# Comuna Horoșîne, Semenivka
Horoșîne (în ucraineană Горошине) este o comună în raionul Semenivka, regiunea Poltava, Ucraina, formată din satele Haiivka, Horoșîne (reședința), Kukobî și Starîi Kalkaiiv.

## Demografie
Componența lingvistică a comunei Horoșîne
     Ucraineană (98%)
     Rusă (1,25%)
Conform recensământului din 2001, majoritatea populației comunei Horoșîne era vorbitoare de ucraineană (98%), existând în minoritate și vorbitori de rusă (1,25%).